# Itta Idoberga
Itta Idoberga také Iduberga, Itta z Met či Svatá Iduberga O.S.B. (592 Mety – 8. května 652 Nivelles, Valonsko) byla franskou aristokratkou a manželkou Pipina z Landenu, majordoma královského paláce Austrasie. Po jeho smrti založila klášter v Nivelles, kde se stala kolumbánskou abatyší spolu se svou dcerou Gertrudou. Obě jsou katolickou církví ctěné jako svaté.

## Životopis
Nedochovaly se žádné přímé záznamy o jejích rodičích, ale pravděpodobně pocházela z rodiny senátorského stavu. Její otec byl hrabě z Akvitánie. Některé zdroje píší, že byla dcerou Arnoalda, biskupa z Met, syna Ansberta. Jejím bratrem byl svatý Modoald, biskup z Trevíru sestrou abatyše svatá Severa. Provdala se za Pipina z Landenu, majordoma merovejského královského paláce. Po Pipinově smrti v roce 640 se spolu se svou dcerou Gertrudou stáhly z veřejného života. Později, kolem roku 647, na radu svatého Amanda, biskupa v Maastrichtu, založila klášter v Nivelles. Klášter byl původně jen komunitou jeptišek, ale později se stal smíšeným klášterem, když se k jeptiškám přidala skupina irských mnichů, kteří jim nabídli podporu při provozu láštera. Svou dceru Gertrudu jmenovala abatyší a svou nástupkyní, zatímco ona sama v klášteře žila jako prostá jeptiška s tím, že pomáhala své dceři. Zemřela v klášteře 8. května 652.

## Potomci
Itta Idiberga s Pipinem z Landenu měla čtyři děti. Syna Grimoalda Staršího budoucího majordoma královského paláce a otce Childeberta, druhý syn byl Bavo, který se stal poustevníkem a později byl vysvěcen. S dcerou Gertrudou založila klášter, kde Gertruda působila jako abatyše. Posledním potomkem byla Begga, známá jako abatyše Begga z Andenne, která se před vstupem do kláštera provdala za Ansegisela, syna Arnulfa z Met. Begga byla babičkou Pipina II. Prostředního a jednou z matriarchů budoucí dynastie Karlovců. Obě její dcery byly svatořečeny, stejně jako ona. Její svátek se slaví 8. května. [3]
Itta Idoberga je ctěna jako patronka francouzské vesnice Itteville, která byla založena na místě sídla, které založila.